# 松平康房
松平 康房（まつだいら やすふさ）は、江戸時代中期の石見国浜田藩の世嗣。官位は従五位下・信濃守。

## 略歴
2代藩主・松平康官の次男として誕生。正室は井上正岑養女（井上正幸の娘）。
3代藩主となった兄・康員に男子がなかったため、養子となる。宝永2年（1705年）に5代将軍・徳川綱吉に拝謁し、翌年叙任するが、家督相続前の宝永6年（1709年）に早世した。代わって、分家の旗本家から康豊が養子に入った。